# 尚瑟夫赖
尚瑟夫赖（法語：Champcevrais，法語發音：[ʃɑ̃səvʁɛ]）是法国勃艮第-弗朗什-孔泰大区约讷省的一个市镇，属于欧塞尔区。

## 地理
尚瑟夫赖（47°44'44"N, 2°57'27"E）面积32.73 平方千米，位于法国勃艮第-弗朗什-孔泰大區约讷省，该省份为法国中北部内陆省份，西接卢瓦雷省，西北接塞纳-马恩省，南至涅夫勒省，东临科多尔省，东北与奥布省接壤。
与尚瑟夫赖接壤的市镇（或旧市镇、城区）包括：勒沙尔姆、布莱诺、米勒龙河畔阿扬、尚皮涅勒、罗尼-莱塞特埃克吕斯。

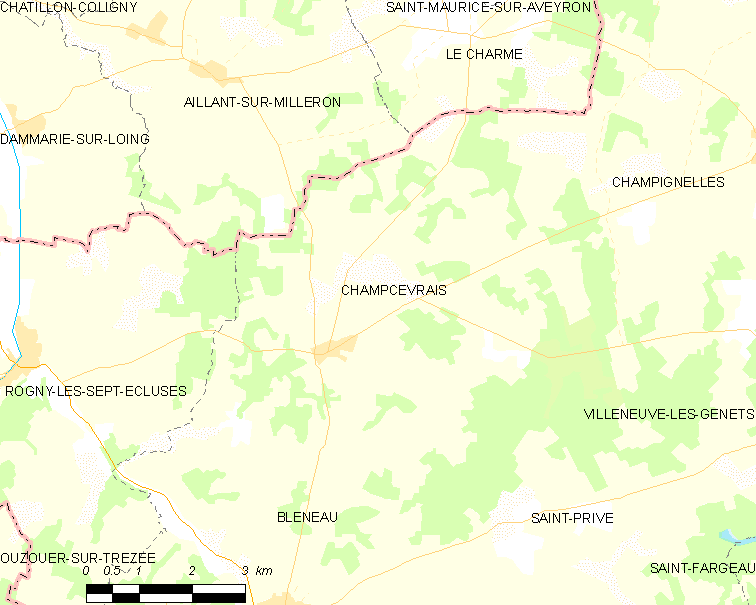
尚瑟夫赖的OSM定位图

尚瑟夫赖的时区为UTC+01:00、UTC+02:00（夏令时）。

## 行政
尚瑟夫赖的邮政编码为89220，INSEE市镇编码为89072。

## 政治
尚瑟夫赖所属的省级选区为皮赛中心县。

## 人口

1962-2008年间尚瑟夫赖人口变化图示

尚瑟夫赖于2022年1月1日时的人口数量为311人。